# Intensidade (física)
Em física, a intensidade de uma fonte ou onda mede a variação do fluxo de energia no tempo, basicamente quanto maior a intensidade maior o fluxo de energia pelo espaço. É também importante notar que a intensidade pode mudar conforme as características do espaço, por exemplo: a luz solar, um tipo de onda, tem sua intensidade reduzida no vácuo, em comparação ao percurso que percorre no interior de uma estrela, isto ocorre porque dentro da estrela os fótons tem que vencer os gases desta estrela, que funcionam como uma barreira para o movimento dos mesmos, obrigando os fótons a se moverem em um espaço menor, e de um lado para o outro, o que aumenta a intensidade do fluxo de fótons, já no vácuo os fótons são dissipados em todas as direções sem nada que os impeça de continuar seu caminho.

## Medida de intensidade
No SI é medida em W/m². Matematicamente se tem:
{\displaystyle P=\int I\,dA}
- Onde P é a potência;
- dA um infinitésimo de área;
- I a intensidade.